# Pierre Billon
Pierre Abel Billon (Sent Ipolit, Gard, 7 de febrer de 1901, 16è districte de París, 31 d'agost de 1981) és un guionista i director de cinema francès.

## Biografia
Billon, que va ser considerat un artesà sòlid durant tota la seva vida sense ambicions artístiques, va començar la seva carrera durant l'era del cinema mut a finals dels anys vint com a ajudant de direcció del veterà del cinema Gaston Ravel. En els albors de l'era del cinema sonor, Billon va anar a Berlín per rodar les versions franceses d'algunes pel·lícules alemanyes. Va debutar a la tardor de 1930 al costat de Robert Wiene com a codirector de la versió en francès ("Nuits de Vénise") de la seva producció "Der Liebesexpreß". Billon va dirigir llavors les versions franceses de les versions originals alemanyes, principalment com a codirector de Carl Lamac.
De tornada a París com a conseqüència de la presa del poder de Hitler, Pierre Billion va continuar la seva carrera com a director en solitari i es va fer un nom amb una sèrie d'adaptacions literàries (incloses les basades en Émile Zola, Honoré de Balzac i Colette). En particular, la seva adaptació de L'etern marit de Fiodor Dostoievski amb l'estrella francesa Raimu en el seu darrer paper cinematogràfic va causar força enrenou el 1946. Jean Cocteau va portar a Billon per adaptar el seu guió per a l'adaptació cinematogràfica de la novel·la de Victor Hugo Ruy Blas. Tanmateix, el resultat cinematogràfic va rebre un reconeixement molt limitat, i Billon es va haver d'acontentar amb la direcció de pel·lícules purament comercials sense alts i baixos en els anys que li quedaven de feina.
El 1952, Perre Billon va ser membre del jurat del 5è Festival Internacional de Cinema de Canes.

## Filmografia

### Com a director
- 1931 : Nuits de Venise
- 1932 : La Chauve-souris
- 1932 : Une nuit au paradis (également producteur)
- 1932 : Faut-il les marier?
- 1933 : Baby / Kiki
- 1933 : La Fille du régiment
- 1933 : Une femme au volant
- 1934 : Le Fakir du Grand Hôtel
- 1934 : La Maison dans la dune
- 1935 : Bourrasque
- 1935 : Deuxième Bureau
- 1936 : L'Argent
- 1936 : Au service du tsar
- 1937 : Courrier sud
- 1937 : La Bataille silencieuse
- 1938 : La Piste du sud
- 1943 : Le soleil a toujours raison
- 1943 : L'Inévitable Monsieur Dubois
- 1943 : Vautrin
- 1945 : Mademoiselle X
- 1946 : L'Homme au chapeau rond
- 1948 : Ruy Blas
- 1949 : Du Guesclin (superviseur)
- 1950 : Au revoir Monsieur Grock
- 1950 : Agnès de rien
- 1950 : Chéri
- 1951 : Mon phoque et elles
- 1953 : Le Marchand de Venise
- 1954 : Delirio, (codirigida amb Giorgio Capitani)
- 1956 : Soupçons
- 1957 : Jusqu'au dernier
- 1964 : Contes pour grands et petits (curtmetratge)

### Com ajudant de direcció
- 1928 : Madame Récamier de Gaston Ravel i Tony Lekain
- 1929 : Le Collier de la reine de Gaston Ravel i Tony Lekain
- 1957 : L'Auberge en folie de Pierre Chevalier

### Com a guionista
- 1932 : La Chauve-souris
- 1932 : Une nuit au paradis
- 1937 : Courrier sud
- 1937 : La Bataille silencieuse
- 1938 : La Piste du sud
- 1943 : Le soleil a toujours raison
- 1943 : L'Inévitable Monsieur Dubois
- 1943 : Vautrin
- 1945 : Mademoiselle X
- 1950 : Agnès de rien
- 1951 : Mon phoque et elles
- 1953 : Le Marchand de Venise
- 1954 : Orage
- 1956 : Soupçons
- 1957 : Jusqu'au dernier
- 1964 : Contes pour grands et petits

## Apreciació
| «                                                         | La majoria de les pel·lícules d'aquest artesà honest han estat èxits comercials. A més de La Maison dans la dune, el bon espectador recorda L'Inévitable Monsieur Dubois, […] Agnès de rien, Ruy Blas transposat de Hugo per Jean Cocteau, i sobretot L'Homme au chapeau rond, una tragèdia còmica adaptada, sense pas en fals, 'de 'L'etern marit de Fiodor Dostoievski, darrera pel·lícula de Raimu. | » |
| — Roger Boussinot, L'Encyclopédie du cinéma, Bordas, 1980 | |   |